# Deoria
Deoria est une ville de l'État de l'Uttar Pradesh en Inde.

## Source
- (en) Cet article est partiellement ou en totalité issu de l’article de Wikipédia en anglais intitulé « Deoria, Uttar Pradesh » (voir la liste des auteurs).